# Rade (Steinburg)
Pour les articles homonymes, voir Rade (homonymie).
Rade est une commune allemande du Schleswig-Holstein, située dans l'arrondissement de Steinburg (Kreis Steinburg), à cinq kilomètres au nord de la ville de Kellinghusen. Rade est l'une des 19 communes de l'Amt Kellinghusen dont le siège est à Kellinghusen.